# Parlamentswahlen in Italien 2022
- AVS: 12
- +Eu: 2
- PD: 69
- M5S: 52
- A/IV: 21
- Sonst.: 7
- NM: 7
- FI: 45
- Lega: 66
- FdI: 119

- AVS: 4
- PD: 40
- M5S: 28
- A/IV: 9
- Sonst.: 6
- FI: 18
- Lega: 30
- FdI: 65

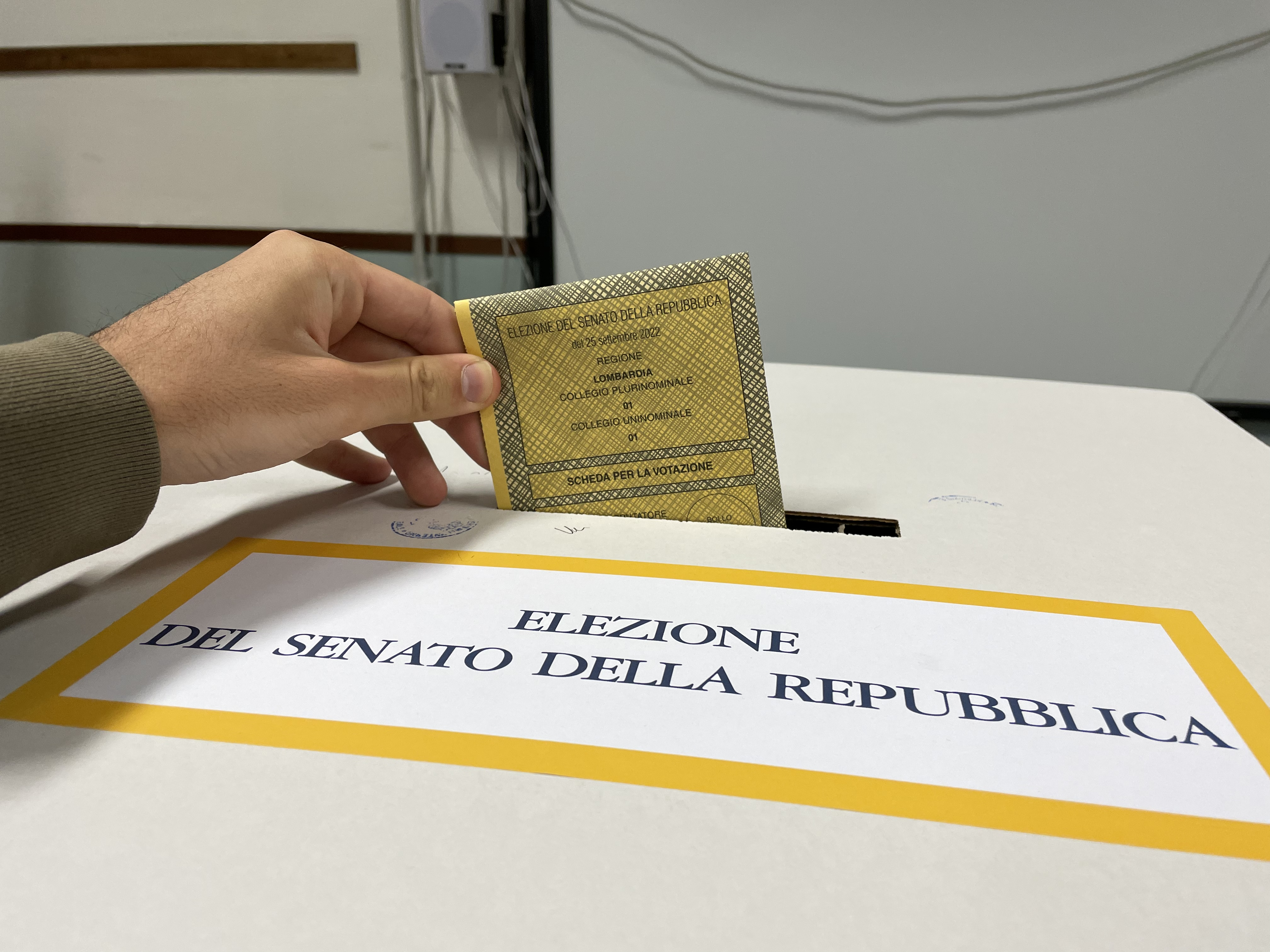
Wahlzettel für den Senat

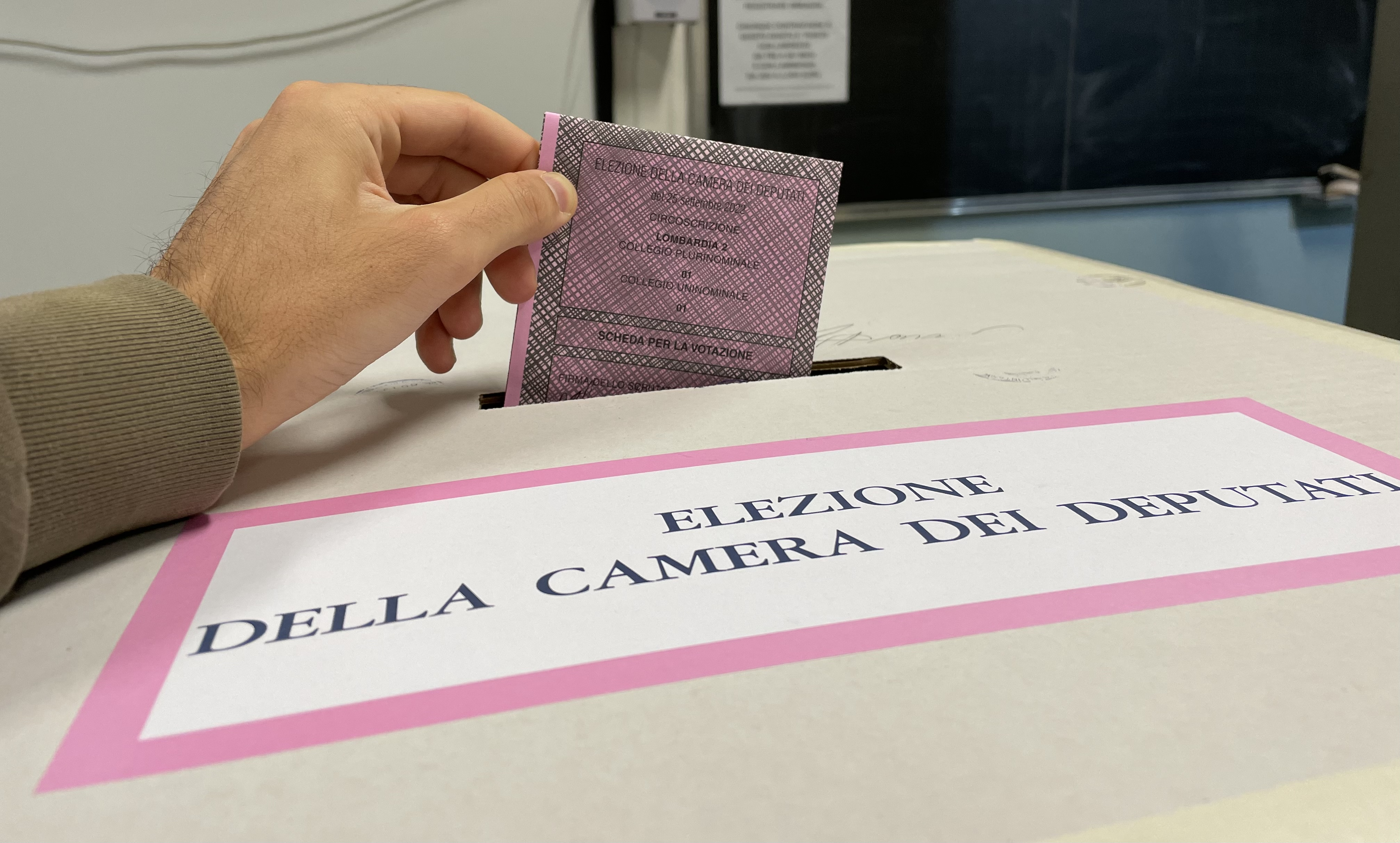
Wahlzettel für die Abgeordnetenkammer

Die Parlamentswahlen in Italien 2022 fanden am 25. September statt. In den Wahlen wurden die 400 Abgeordneten der Abgeordnetenkammer (Camera dei deputati) sowie die 200 Abgeordneten des Senats (Senato della Repubblica) bestimmt. Staatspräsident Sergio Mattarella hatte zuvor am 21. Juli desselben Jahres beide Parlamentskammern vorzeitig aufgelöst.
Mit rund 44 Prozent der Stimmen wurde die Mitte-rechts-Koalition klarer Wahlsieger. Dank des italienischen Grabenwahlsystems kommt sie in beiden Parlamentskammern auf eine absolute Mehrheit der Sitze. Mit 26 Prozent der Stimmen wurde die postfaschistische Fratelli d’Italia von Giorgia Meloni stärkste Einzelpartei. Die Partito Democratico konnte ihren Stimmenanteil von 2018 halten und platzierte sich auf dem zweiten Rang. Dahinter stürzte die Fünf-Sterne-Bewegung auf nur noch 15 Prozentpunkte ab, nachdem sie die letzte Wahl noch klar für sich entscheiden konnte. Das neue Bündnis aus Azione und Italia Viva kam auf rund 8 Prozent.
Die Mitte-rechts-Koalition aus FdI, Lega und Forza Italia konnte sich auf eine gemeinsame Regierung einigen. In der Abgeordnetenkammer gehören ihr 230 der 400 Mandate an, im Senat 113 der 200 Sitze. Am 22. Oktober 2022 wurde das Kabinett Meloni gebildet.

## Wahlrecht
Das italienische Parlamentswahlrecht ist ein Grabenwahlrecht. In jeder Kammer des Parlaments werden etwa 37 % der Sitze per relativer Mehrheitswahl in Einerwahlkreisen und ca. 61 % der Sitze proportional per Verhältniswahl mit starren Listen vergeben. Weitere 2 % entfallen auf die Auslandswahlkreise.
Eine im September 2020 durch ein Referendum angenommene Verfassungsänderung reduzierte die Zahl der Mitglieder der Abgeordnetenkammer von 630 auf 400 und die Zahl der gewählten Mitglieder des Senats von 315 auf 200. 147 Abgeordnete werden per Mehrheitswahl, 245 per Verhältniswahl und acht in den Auslandswahlkreisen gewählt. 74 Senatoren per Mehrheitswahl, 122 per Verhältniswahl und vier in den Auslandswahlkreisen; dazu kommen einige Senatoren auf Lebenszeit wie die ehemaligen Präsidenten der Republik Italien.
Die Parteien können, wie bisher schon üblich, in Koalitionen antreten. Diese treten in Einerwahlkreisen mit einem gemeinsamen Kandidaten an. Der Wähler hat dabei eine Stimme für einen Kandidaten seines Wahlkreises. Er kann dabei entweder ihn direkt ankreuzen oder eine der Listen der Koalition, die diesen unterstützt. Im ersten Fall wird die Stimme anteilig auf die beteiligten Listen verteilt.
Für die Teilnahme an der Verteilung der proportionalen Sitze besteht eine landesweite Sperrklausel von 3 % für einzelne Listen. Für Koalitionen liegt sie bei 10 %, wobei mindestens eine Liste 3 % erreicht haben muss. Für Minderheitenparteien gilt eine regionale Sperrklausel von 20 % oder einem Viertel der Direktmandate in der Region. Stimmen für Listen mit weniger als 1 % werden bei der Sitzverteilung nicht berücksichtigt, auch wenn die Koalition die Sperrklausel überschritten hat (mit Ausnahmen von Minderheitenparteien). Die einer Partei bei der Verhältniswahl zufallenden Sitze werden anschließend auf ihre Listen in Mehrpersonenwahlkreisen verteilt.

## Ausgangssituation
Nach den Parlamentswahlen in Italien 2018 hatte sich eine Pattsituation zwischen den politischen Blöcken ergeben. Die Mitte-rechts-Koalition um die Lega erreichte 37 %, die Movimento 5 Stelle erhielt 32 %, die Mitte-links-Koalition um die Partito Democratico kam auf 23 %. Doch keine politische Kraft erlangte die absolute Mehrheit nach Sitzen, was schwierige Verhandlungen zur Regierungsbildung erforderlich machte.

### Regierungsbildung 2018
Nach langwierigen Verhandlungen zwischen der Lega und dem M5S (und zwischenzeitlich auch zwischen M5S und der Partito Democratico), schlugen die Lega und die M5S Giuseppe Conte am 21. Mai 2018 als künftigen Regierungschef vor. Die Regierungsbildung drohte aber zu scheitern, da Staatspräsident Sergio Mattarella die Ernennung Paolo Savonas zum Wirtschaftsminister aufgrund dessen euroskeptischer Haltung ablehnte. Mattarella beauftragte daraufhin stattdessen den früheren IWF-Ökonomen Carlo Cottarelli mit der Bildung einer Übergangsregierung, welche bis zu einer Neuwahl im Folgejahr amtieren sollte.
Am 30. Mai 2018 machte Di Maio einen erneuten Vorschlag, doch noch eine Regierung aus Fünf-Sterne-Bewegung und Lega auf den Weg zu bringen. Der von Staatspräsident Mattarella als Wirtschaftsminister abgelehnte Paolo Savona solle dabei ein anderes Ministerium übernehmen und so den Weg für eine Regierung Conte frei machen. Daraufhin wurde die Bildung der Übergangsregierung Cottarelli eingefroren. Nach mehrstündigen Verhandlungen einigte man sich schließlich auf eine neue Ministerliste. Wirtschaftsminister sollte Giovanni Tria werden, Savona würde stattdessen das Ministerium für Europafragen führen. Am 1. Juni 2018 wurde das Kabinett Conte I schließlich von Staatspräsident Mattarella vereidigt.

### Regierungsbildung 2019
Im August 2019 kündigte Salvini nach wachsenden Spannungen innerhalb der Regierungskoalition einen Misstrauensantrag gegen Conte an. Auslöser war eine Senatsabstimmung über die Hochgeschwindigkeitsbahnstrecke Turin–Lyon, bei der die Lega gegen die M5S stimmte – die M5S wollte die Bauarbeiten blockieren. Politische Beobachter vermuteten den Versuch Salvinis, vorgezogene Wahlen zu erzwingen; die Lega lag in den Umfragen bei fast 40 % und Salvini hätte gute Chancen auf das Amt des Ministerpräsidenten gehabt. Am 20. August trat Conte zurück; zuvor beschuldigte er Salvini, dieser habe die politische Krise nur für seine persönlichen Interessen verursacht.
Staatspräsident Mattarella startete am folgenden Tag Konsultationen mit allen Fraktionen des Parlaments. Der Partito Democratico öffnete sich noch am selben Tag für eine Koalition mit der Fünf-Sterne-Bewegung, auf Basis von Pro-Europäismus, grüner Wirtschaft, nachhaltiger Entwicklung, Kampf gegen wirtschaftliche Ungleichheit und einer neuen Einwanderungspolitik. PD und M5S einigten sich Ende August auf eine gemeinsame Regierung, deren Bildung auch von der linken Partei Liberi e Uguali unterstützt wird. Am 3. September stimmten 79,3 % der auf der Online-Plattform der Mi5 Abstimmenden dem zu; am 9. September 2019 wurde die Regierung in beiden Parlamentskammern bestätigt.

### Regierungsbildung 2021
Im Januar 2021 zog sich Matteo Renzis Italia Viva aus der Regierung zurück. Zwar hätte die übrige Regierung weiter eine Mehrheit in der Abgeordnetenkammer gehabt und überstand ein Misstrauensvotum auch im Senat, dennoch gab Conte die Regierungsverantwortung ab, nachdem Versuche, neue Partner für eine absolute Mehrheit im Senat zu finden, scheiterten. Anfang Februar wurde Mario Draghi mit der Regierungsbildung beauftragt. Die neue Regierung sollte angesichts der andauernden COVID-19-Pandemie parteiübergreifend über alle Lager sein. Das Kabinett Draghi wurde am 13. Februar 2021 ernannt.

### Parlamentsauflösung
Nachdem die mitregierende Fünf-Sterne-Bewegung einem Dekret im Senat durch Nichtteilnahme an der Abstimmung die Zustimmung verweigerte, reichte Ministerpräsident Mario Draghi am 14. Juli 2022 seinen Rücktritt ein, den Staatspräsident Sergio Mattarella zunächst ablehnte. Nach einer Vertrauensabstimmung, die Draghi zwar gewann, bei der aber mit der Fünf-Sterne-Bewegung, Lega  und Forza Italia drei Regierungsparteien nicht teilnahmen, reichte Draghi erneut seinen Rücktritt ein und Präsident Mattarella löste am 21. Juli 2022 beide Parlamentskammern auf.

## Parteien und Bündnisse
Bedingt durch das Grabenwahlsystem, das bei beiden Wahlen angewendet wurde, formten die Parteien untereinander Bündnisse. Zu den wichtigsten Koalitionen zählten:

### Mitte-rechts-Koalition
Im rechten Parteienspektrum arbeiteten die postfaschistische Fratelli d’Italia von Giorgia Meloni, die rechte Lega (Partei) des ehemaligen Innenministers Matteo Salvini und die konservative Forza Italia zusammen. Des Weiteren gehörten der Koalition die christdemokratische Unione di Centro sowie die liberalkonservativen Coraggio Italia, Noi con l’Italia und Italia al Centro an, welche zusammen die Liste Noi moderati formten.

### Mitte-links-Koalition
Die sozialdemokratische Partito Democratico formte mit der liberalen Più Europa, der Alleanza Verdi e Sinistra und der sozialliberalen Kleinpartei Centro Democratico die Mitte-links-Koalition. Sie wollte zunächst auch ein Bündnis mit der Fünf-Sterne-Bewegung schließen, welches jedoch auch aufgrund der technokratischen Regierung Draghi nicht zustande kam. Auch mit der liberalen Azione hatte man zunächst zusammengearbeitet, jedoch entschied sich Azione schließlich für ein anderes Bündnis.

### Fünf-Sterne-Bewegung
Die populistische Fünf-Sterne-Bewegung (Movimento 5 Stelle) hatte die vorherigen Wahlen klar gewonnen und führte mit Giuseppe Conte auch bis 2021 zwei Regierungen an. Wie bereits zu vorherigen Wahlen verzichtet die Fünf-Sterne-Bewegung auch 2022 auf weitere Bündnispartner.

### Azione – Italia Viva
Ein viertes Bündnis bildete sich aus zwei neu gegründeten Parteien heraus. Die Azione wurde 2019 von Carlo Calenda und Matteo Richetti gegründet, nachdem die Partito Democratico eine Regierung mit der Fünf-Sterne-Bewegung gebildet hatte. Eine zunächst geplante Koalition mit der PD für die Wahlen 2022 wurde schlussendlich nicht weiter verfolgt. Stattdessen bildete man eine gemeinsame Liste mit Italia Viva des langjährigen PD-Vorsitzenden Matteo Renzi, der 2019 ebenfalls aus der PD ausgetreten war und seine eigene Partei gegründet hatte.

## Umfragen

Verlauf der Umfragewerte von 2018 bis 2022

| Institut            | Datum      | M5S    | PD     | LSP    | FI     | FdI    | +Eu   | A     | IV    | AVS   | IE    | IC    | NM    | UP    | Sonstige |
| ------------------- | ---------- | ------ | ------ | ------ | ------ | ------ | ----- | ----- | ----- | ----- | ----- | ----- | ----- | ----- | -------- |
| Cluster17           | 09.09.2022 | 14,1 % | 20,8 % | 11,3 % | 8,4 %  | 24,4 % | 2,4 % | 6,8 % | 6,8 % | 3,6 % | 3,3 % | 0,6 % | 0,7 % | 1,2 % | 2,4 %    |
| Piepoli             | 09.09.2022 | 11,5 % | 21,5 % | 12,0 % | 9,5 %  | 23,5 % | 2,5 % | 6,5 % | 6,5 % | 4,0 % | 2,0 % | 2,0 % | 2,0 % | —     | 3,0 %    |
| IZI                 | 09.09.2022 | 15,4 % | 21,4 % | 10,0 % | 8,6 %  | 25,0 % | 1,5 % | 5,5 % | 5,5 % | 4,2 % | 2,9 % | 0,9 % | 0,5 % | 2,0 % | 2,1 %    |
| Lab2101             | 09.09.2022 | 12,0 % | 24,7 % | 15,7 % | 6,0 %  | 23,3 % | 1,2 % | 6,7 % | 6,7 % | 2,6 % | —     | 2,9 % | 2,1 % | —     | 2,8 %    |
| CISE                | 09.09.2022 | 16,6 % | 21,4 % | 9,6 %  | 8,0 %  | 23,0 % | —     | 5,3 % | 5,3 % | 5,9 % | 3,6 % | 0,9 % | 1,4 % | —     | 4,3 %    |
| GDC                 | 09.09.2022 | 12,3 % | 21,6 % | 12,5 % | 7,3 %  | 24,4 % | 2,3 % | 7,7 % | 7,7 % | 3,2 % | 2,5 % | 0,9 % | 3,1 % | —     | 2,2 %    |
| BiDiMedia           | 09.09.2022 | 13,1 % | 22,3 % | 11,8 % | 6,7 %  | 25,8 % | —     | 7,0 % | 7,0 % | 4,1 % | 2,5 % | 0,7 % | 1,5 % | 1,3 % | 3,9 %    |
| SWG                 | 09.09.2022 | 12,0 % | 20,4 % | 12,1 % | 6,7 %  | 27,0 % | 2,1 % | 7,5 % | 7,5 % | 4,0 % | 2,9 % | 1,0 % | 1,4 % | 1,0 % | 1,9 %    |
| Quorum              | 09.09.2022 | 13,8 % | 21,2 % | 12,9 % | 8,1 %  | 25,3 % | 2,2 % | 5,5 % | 5,5 % | 3,4 % | 2,4 % | 1,2 % | 1,1 % | 1,0 % | 1,9 %    |
| Parlamentswahl 2018 | 04.03.2018 | 32,7 % | 18,7 % | 17,3 % | 14,0 % | 4,4 %  | 2,6 % | —     | —     | 4,0 % | —     | —     | 1,3 % | —     | 2,1 %    |

| Ältere Umfragen | Ältere Umfragen | Ältere Umfragen | Ältere Umfragen | Ältere Umfragen | Ältere Umfragen | Ältere Umfragen | Ältere Umfragen | Ältere Umfragen | Ältere Umfragen | Ältere Umfragen | Ältere Umfragen | Ältere Umfragen | Ältere Umfragen | Ältere Umfragen | Ältere Umfragen | Ältere Umfragen |
| --- | --------------- | --------------- | --------------- | --------------- | --------------- | --------------- | --------------- | --------------- | --------------- | --------------- | --------------- | --------------- | --------------- | --------------- | --------------- | --------------- |
| \| Institut \| Datum \| M5S \| PD \| LSP \| FI2013 \| FdI \| +Eu \| A \| IV \| AVS \| IE \| IC \| NM \| UP \| Sonstige \| \| ------------------- \| ---------- \| ------ \| ------ \| ------ \| ------ \| ------ \| ----- \| ----- \| ----- \| ----- \| ----- \| ----- \| ----- \| ----- \| -------- \| \| Demopolis \| 07.09.2022 \| 12,8 % \| 22,4 % \| 13,5 % \| 6,9 % \| 25,0 % \| — \| 7,0 % \| 7,0 % \| 3,5 % \| 3,0 % \| — \| 1,1 % \| — \| 4,8 % \| \| EMG \| 07.09.2022 \| 12,0 % \| 20,9 % \| 12,3 % \| 8,2 % \| 23,8 % \| 2,3 % \| 7,7 % \| 7,7 % \| 3,1 % \| 2,9 % \| 1,2 % \| 3,1 % \| 0,7 % \| 1,8 % \| \| Ipsos \| 07.09.2022 \| 14,8 % \| 21,6 % \| 11,8 % \| 8,0 % \| 25,5 % \| 2,1 % \| 6,5 % \| 6,5 % \| 3,6 % \| 3,0 % \| 0,6 % \| 0,5 % \| 0,7 % \| 1,3 % \| \| Ixè \| 06.09.2022 \| 13,8 % \| 21,7 % \| 10,9 % \| 7,9 % \| 22,7 % \| 2,7 % \| 7,1 % \| 7,1 % \| 3,5 % \| 2,5 % \| 0,8 % \| 1,2 % \| — \| 5,2 % \| \| Tecnè \| 05.09.2022 \| 11,9 % \| 21,9 % \| 12,1 % \| 10,4 % \| 24,8 % \| 2,1 % \| 6,1 % \| 6,1 % \| 3,0 % \| 2,4 % \| 0,9 % \| 1,4 % \| — \| 3,0 % \| \| SWG \| 05.09.2022 \| 11,9 % \| 21,4 % \| 12,1 % \| 6,7 % \| 25,8 % \| 1,9 % \| 7,2 % \| 7,2 % \| 4,2 % \| 3,1 % \| 1,3 % \| 1,5 % \| 1,2 % \| 1,7 % \| \| Quorum \| 05.09.2022 \| 12,1 % \| 21,9 % \| 13,5 % \| 8,1 % \| 24,2 % \| 2,2 % \| 5,2 % \| 5,2 % \| 3,5 % \| 2,6 % \| 0,9 % \| 1,5 % \| — \| 4,5 % \| \| Demopolis \| 02.09.2022 \| 12,3 % \| 22,4 % \| 13,6 % \| 7,2 % \| 24,5 % \| — \| 7,0 % \| 7,0 % \| 3,5 % \| 3,0 % \| — \| 1,6 % \| — \| 4,9 % \| \| Termometro Politico \| 02.09.2022 \| 11,6 % \| 23,0 % \| 13,9 % \| 7,0 % \| 24,8 % \| 1,7 % \| 5,1 % \| 5,1 % \| 2,7 % \| 2,8 % \| 0,6 % \| 1,1 % \| 1,5 % \| 4,2 % \| \| Noto \| 02.09.2022 \| 12,5 % \| 20,0 % \| 13,5 % \| 7,5 % \| 23,5 % \| — \| 8,0 % \| 8,0 % \| 3,0 % \| 2,8 % \| — \| 2,5 % \| — \| 6,7 % \| \| Ipsos \| 01.09.2022 \| 13,4 % \| 23,0 % \| 13,4 % \| 8,0 % \| 24,0 % \| 2,0 % \| 5,0 % \| 5,0 % \| 4,1 % \| 3,0 % \| 0,8 % \| 1,0 % \| — \| 2,3 % \| \| Euromedia \| 01.09.2022 \| 12,3 % \| 23,1 % \| 12,5 % \| 7,0 % \| 24,6 % \| 1,5 % \| 7,4 % \| 7,4 % \| 3,1 % \| 2,7 % \| 1,0 % \| 2,0 % \| — \| 2,8 % \| \| EMG \| 01.09.2022 \| 11,7 % \| 21,3 % \| 12,8 % \| 8,4 % \| 23,2 % \| 2,1 % \| 7,0 % \| 7,0 % \| 3,4 % \| 2,9 % \| 1,3 % \| 3,1 % \| 1,2 % \| 1,6 % \| \| Tecnè \| 29.08.2022 \| 10,9 % \| 22,2 % \| 12,9 % \| 10,9 % \| 24,6 % \| 2,4 % \| 5,1 % \| 5,1 % \| 3,1 % \| 2,6 % \| 0,8 % \| 1,3 % \| — \| 3,2 % \| \| SWG \| 29.08.2022 \| 11,6 % \| 22,3 % \| 12,5 % \| 7,0 % \| 24,8 % \| 1,5 % \| 6,8 % \| 6,8 % \| 4,0 % \| 3,4 % \| 1,2 % \| 1,6 % \| — \| 3,3 % \| \| Quorum – YouTrend \| 29.08.2022 \| 11,1 % \| 22,7 % \| 13,8 % \| 8,7 % \| 24,1 % \| 2,9 % \| 5,3 % \| 5,3 % \| 3,2 % \| 2,5 % \| 0,7 % \| 1,9 % \| 1,2 % \| 1,9 % \| \| Termometro Politico \| 26.08.2022 \| 10,7 % \| 23,3 % \| 14,3 % \| 7,2 % \| 24,7 % \| 1,9 % \| 4,8 % \| 4,8 % \| 2,5 % \| 2,5 % \| 0,8 % \| 1,2 % \| 1,5 % \| 4,3 % \| \| Tecnè \| 25.08.2022 \| 10,5 % \| 22,6 % \| 12,7 % \| 11,1 % \| 24,6 % \| 2,5 % \| 4,9 % \| 4,9 % \| 3,3 % \| 2,9 % \| 0,6 % \| 1,2 % \| — \| 3,1 % \| \| Demopolis \| 24.08.2022 \| 11,0 % \| 22,6 % \| 14,5 % \| 7,0 % \| 24,0 % \| — \| 5,8 % \| 5,8 % \| 3,7 % \| 3,1 % \| — \| 1,5 % \| — \| 6,8 % \| \| Noto \| 24.08.2022 \| 12,5 % \| 20,5 % \| 12,5 % \| 7,5 % \| 25,0 % \| 1,3 % \| 7,5 % \| 7,5 % \| 2,7 % \| 2,3 % \| 1,0 % \| 2,5 % \| — \| 4,7 % \| \| Termometro Politico \| 21.08.2022 \| 11,1 % \| 23,5 % \| 14,3 % \| 7,3 % \| 24,3 % \| 1,9 % \| 4,9 % \| 4,9 % \| 2,6 % \| — \| — \| 1,0 % \| — \| 4,3 % \| \| Noto \| 19.08.2022 \| 12,5 % \| 21,5 % \| 12,5 % \| 7,5 % \| 24,5 % \| 1,5 % \| 7,5 % \| 7,5 % \| 2,5 % \| — \| 1,5 % \| 2,5 % \| — \| 6,0 % \| \| BiDiMedia \| 19.08.2022 \| 10,0 % \| 24,2 % \| 13,6 % \| 7,0 % \| 24,0 % \| 2,1 % \| 5,2 % \| 5,2 % \| 3,9 % \| 2,4 % \| — \| 1,8 % \| — \| 5,8 % \| \| Tecnè \| 18.08.2022 \| 10,2 % \| 23,5 % \| 12,9 % \| 11,4 % \| 24,3 % \| 2,8 % \| 4,8 % \| 4,8 % \| 3,7 % \| 2,7 % \| — \| 1,2 % \| — \| 2,5 % \| \| Demopolis \| 14.08.2022 \| 10,6 % \| 22,8 % \| 15,2 % \| 6,8 % \| 24,3 % \| — \| 5,3 % \| 5,3 % \| 4,1 % \| — \| — \| — \| — \| 10,9 % \| \| Tecnè \| 12.08.2022 \| 9,8 % \| 23,8 % \| 13,0 % \| 11,4 % \| 24,2 % \| 3,0 % \| 4,7 % \| 4,7 % \| 3,8 % \| 2,6 % \| — \| 1,1 % \| — \| 2,6 % \| \| EMG \| 11.08.2022 \| 10,0 % \| 24,0 % \| 12,5 % \| 8,0 % \| 24,0 % \| 3,0 % \| 6,0 % \| 6,0 % \| 3,0 % \| — \| 1,5 % \| 3,5 % \| — \| 4,5 % \| \| Quorum \| 09.08.2022 \| 10,6 % \| 22,3 % \| 14,0 % \| 8,9 % \| 24,2 % \| 1,6 % \| — \| 2,2 % \| 3,9 % \| 3,2 % \| 1,5 % \| — \| — \| 7,6 % \| \| SWG \| 08.08.2022 \| 10,4 % \| 23,3 % \| 12,5 % \| 8,0 % \| 23,8 % \| 6,5 % \| 6,5 % \| 2,9 % \| 3,7 % \| 3,3 % \| — \| — \| — \| 5,6 % \| \| BiDiMedia \| 08.08.2022 \| 9,6 % \| 24,4 % \| 13,3 % \| 6,7 % \| 24,2 % \| 5,8 % \| 5,8 % \| 2,2 % \| 4,0 % \| 2,2 % \| — \| — \| — \| 7,6 % \| \| Demos & Pi \| 05.08.2022 \| 11,3 % \| 24,6 % \| 13,2 % \| 8,3 % \| 23,4 % \| 5,3 % \| 5,3 % \| 2,8 % \| 3,6 % \| 2,7 % \| — \| — \| — \| 4,8 % \| \| Tecnè \| 04.08.2022 \| 9,5 % \| 24,0 % \| 13,4 % \| 10,9 % \| 24,2 % \| 4,9 % \| 4,9 % \| 2,9 % \| 3,9 % \| 2,7 % \| — \| — \| — \| 3,6 % \| \| SWG \| 01.08.2022 \| 10,0 % \| 23,7 % \| 12,0 % \| 7,5 % \| 24,2 % \| 6,8 % \| 6,8 % \| 2,8 % \| 4,1 % \| 3,2 % \| — \| — \| — \| 5,7 % \| \| Quorum \| 01.08.2022 \| 9,9 % \| 23,4 % \| 13,5 % \| 8,0 % \| 24,2 % \| 5,2 % \| 5,2 % \| 2,6 % \| 4,0 % \| 2,6 % \| — \| — \| — \| 6,6 % \| \| Tecnè \| 30.07.2022 \| 9,4 % \| 24,2 % \| 13,9 % \| 10,8 % \| 23,8 % \| 4,9 % \| 4,9 % \| 2,9 % \| 4,1 % \| 2,6 % \| — \| — \| — \| 3,4 % \| \| Parlamentswahl 2018 \| 04.03.2018 \| 32,7 % \| 18,7 % \| 17,3 % \| 14,0 % \| 4,4 % \| 2,6 % \| — \| — \| 4,0 % \| — \| — \| 1,3 % \| — \| 2,1 % \| |                 |                 |                 |                 |                 |                 |                 |                 |                 |                 |                 |                 |                 |                 |                 |                 |
| Institut | Datum           | M5S             | PD              | LSP             | FI2013          | FdI             | +Eu             | A               | IV              | AVS             | IE              | IC              | NM              | UP              | Sonstige        |                 |
| Demopolis | 07.09.2022      | 12,8 %          | 22,4 %          | 13,5 %          | 6,9 %           | 25,0 %          | —               | 7,0 %           | 7,0 %           | 3,5 %           | 3,0 %           | —               | 1,1 %           | —               | 4,8 %           |                 |
| EMG | 07.09.2022      | 12,0 %          | 20,9 %          | 12,3 %          | 8,2 %           | 23,8 %          | 2,3 %           | 7,7 %           | 7,7 %           | 3,1 %           | 2,9 %           | 1,2 %           | 3,1 %           | 0,7 %           | 1,8 %           |                 |
| Ipsos | 07.09.2022      | 14,8 %          | 21,6 %          | 11,8 %          | 8,0 %           | 25,5 %          | 2,1 %           | 6,5 %           | 6,5 %           | 3,6 %           | 3,0 %           | 0,6 %           | 0,5 %           | 0,7 %           | 1,3 %           |                 |
| Ixè | 06.09.2022      | 13,8 %          | 21,7 %          | 10,9 %          | 7,9 %           | 22,7 %          | 2,7 %           | 7,1 %           | 7,1 %           | 3,5 %           | 2,5 %           | 0,8 %           | 1,2 %           | —               | 5,2 %           |                 |
| Tecnè | 05.09.2022      | 11,9 %          | 21,9 %          | 12,1 %          | 10,4 %          | 24,8 %          | 2,1 %           | 6,1 %           | 6,1 %           | 3,0 %           | 2,4 %           | 0,9 %           | 1,4 %           | —               | 3,0 %           |                 |
| SWG | 05.09.2022      | 11,9 %          | 21,4 %          | 12,1 %          | 6,7 %           | 25,8 %          | 1,9 %           | 7,2 %           | 7,2 %           | 4,2 %           | 3,1 %           | 1,3 %           | 1,5 %           | 1,2 %           | 1,7 %           |                 |
| Quorum | 05.09.2022      | 12,1 %          | 21,9 %          | 13,5 %          | 8,1 %           | 24,2 %          | 2,2 %           | 5,2 %           | 5,2 %           | 3,5 %           | 2,6 %           | 0,9 %           | 1,5 %           | —               | 4,5 %           |                 |
| Demopolis | 02.09.2022      | 12,3 %          | 22,4 %          | 13,6 %          | 7,2 %           | 24,5 %          | —               | 7,0 %           | 7,0 %           | 3,5 %           | 3,0 %           | —               | 1,6 %           | —               | 4,9 %           |                 |
| Termometro Politico | 02.09.2022      | 11,6 %          | 23,0 %          | 13,9 %          | 7,0 %           | 24,8 %          | 1,7 %           | 5,1 %           | 5,1 %           | 2,7 %           | 2,8 %           | 0,6 %           | 1,1 %           | 1,5 %           | 4,2 %           |                 |
| Noto | 02.09.2022      | 12,5 %          | 20,0 %          | 13,5 %          | 7,5 %           | 23,5 %          | —               | 8,0 %           | 8,0 %           | 3,0 %           | 2,8 %           | —               | 2,5 %           | —               | 6,7 %           |                 |
| Ipsos | 01.09.2022      | 13,4 %          | 23,0 %          | 13,4 %          | 8,0 %           | 24,0 %          | 2,0 %           | 5,0 %           | 5,0 %           | 4,1 %           | 3,0 %           | 0,8 %           | 1,0 %           | —               | 2,3 %           |                 |
| Euromedia | 01.09.2022      | 12,3 %          | 23,1 %          | 12,5 %          | 7,0 %           | 24,6 %          | 1,5 %           | 7,4 %           | 7,4 %           | 3,1 %           | 2,7 %           | 1,0 %           | 2,0 %           | —               | 2,8 %           |                 |
| EMG | 01.09.2022      | 11,7 %          | 21,3 %          | 12,8 %          | 8,4 %           | 23,2 %          | 2,1 %           | 7,0 %           | 7,0 %           | 3,4 %           | 2,9 %           | 1,3 %           | 3,1 %           | 1,2 %           | 1,6 %           |                 |
| Tecnè | 29.08.2022      | 10,9 %          | 22,2 %          | 12,9 %          | 10,9 %          | 24,6 %          | 2,4 %           | 5,1 %           | 5,1 %           | 3,1 %           | 2,6 %           | 0,8 %           | 1,3 %           | —               | 3,2 %           |                 |
| SWG | 29.08.2022      | 11,6 %          | 22,3 %          | 12,5 %          | 7,0 %           | 24,8 %          | 1,5 %           | 6,8 %           | 6,8 %           | 4,0 %           | 3,4 %           | 1,2 %           | 1,6 %           | —               | 3,3 %           |                 |
| Quorum – YouTrend | 29.08.2022      | 11,1 %          | 22,7 %          | 13,8 %          | 8,7 %           | 24,1 %          | 2,9 %           | 5,3 %           | 5,3 %           | 3,2 %           | 2,5 %           | 0,7 %           | 1,9 %           | 1,2 %           | 1,9 %           |                 |
| Termometro Politico | 26.08.2022      | 10,7 %          | 23,3 %          | 14,3 %          | 7,2 %           | 24,7 %          | 1,9 %           | 4,8 %           | 4,8 %           | 2,5 %           | 2,5 %           | 0,8 %           | 1,2 %           | 1,5 %           | 4,3 %           |                 |
| Tecnè | 25.08.2022      | 10,5 %          | 22,6 %          | 12,7 %          | 11,1 %          | 24,6 %          | 2,5 %           | 4,9 %           | 4,9 %           | 3,3 %           | 2,9 %           | 0,6 %           | 1,2 %           | —               | 3,1 %           |                 |
| Demopolis | 24.08.2022      | 11,0 %          | 22,6 %          | 14,5 %          | 7,0 %           | 24,0 %          | —               | 5,8 %           | 5,8 %           | 3,7 %           | 3,1 %           | —               | 1,5 %           | —               | 6,8 %           |                 |
| Noto | 24.08.2022      | 12,5 %          | 20,5 %          | 12,5 %          | 7,5 %           | 25,0 %          | 1,3 %           | 7,5 %           | 7,5 %           | 2,7 %           | 2,3 %           | 1,0 %           | 2,5 %           | —               | 4,7 %           |                 |
| Termometro Politico | 21.08.2022      | 11,1 %          | 23,5 %          | 14,3 %          | 7,3 %           | 24,3 %          | 1,9 %           | 4,9 %           | 4,9 %           | 2,6 %           | —               | —               | 1,0 %           | —               | 4,3 %           |                 |
| Noto | 19.08.2022      | 12,5 %          | 21,5 %          | 12,5 %          | 7,5 %           | 24,5 %          | 1,5 %           | 7,5 %           | 7,5 %           | 2,5 %           | —               | 1,5 %           | 2,5 %           | —               | 6,0 %           |                 |
| BiDiMedia | 19.08.2022      | 10,0 %          | 24,2 %          | 13,6 %          | 7,0 %           | 24,0 %          | 2,1 %           | 5,2 %           | 5,2 %           | 3,9 %           | 2,4 %           | —               | 1,8 %           | —               | 5,8 %           |                 |
| Tecnè | 18.08.2022      | 10,2 %          | 23,5 %          | 12,9 %          | 11,4 %          | 24,3 %          | 2,8 %           | 4,8 %           | 4,8 %           | 3,7 %           | 2,7 %           | —               | 1,2 %           | —               | 2,5 %           |                 |
| Demopolis | 14.08.2022      | 10,6 %          | 22,8 %          | 15,2 %          | 6,8 %           | 24,3 %          | —               | 5,3 %           | 5,3 %           | 4,1 %           | —               | —               | —               | —               | 10,9 %          |                 |
| Tecnè | 12.08.2022      | 9,8 %           | 23,8 %          | 13,0 %          | 11,4 %          | 24,2 %          | 3,0 %           | 4,7 %           | 4,7 %           | 3,8 %           | 2,6 %           | —               | 1,1 %           | —               | 2,6 %           |                 |
| EMG | 11.08.2022      | 10,0 %          | 24,0 %          | 12,5 %          | 8,0 %           | 24,0 %          | 3,0 %           | 6,0 %           | 6,0 %           | 3,0 %           | —               | 1,5 %           | 3,5 %           | —               | 4,5 %           |                 |
| Quorum | 09.08.2022      | 10,6 %          | 22,3 %          | 14,0 %          | 8,9 %           | 24,2 %          | 1,6 %           | —               | 2,2 %           | 3,9 %           | 3,2 %           | 1,5 %           | —               | —               | 7,6 %           |                 |
| SWG | 08.08.2022      | 10,4 %          | 23,3 %          | 12,5 %          | 8,0 %           | 23,8 %          | 6,5 %           | 6,5 %           | 2,9 %           | 3,7 %           | 3,3 %           | —               | —               | —               | 5,6 %           |                 |
| BiDiMedia | 08.08.2022      | 9,6 %           | 24,4 %          | 13,3 %          | 6,7 %           | 24,2 %          | 5,8 %           | 5,8 %           | 2,2 %           | 4,0 %           | 2,2 %           | —               | —               | —               | 7,6 %           |                 |
| Demos & Pi | 05.08.2022      | 11,3 %          | 24,6 %          | 13,2 %          | 8,3 %           | 23,4 %          | 5,3 %           | 5,3 %           | 2,8 %           | 3,6 %           | 2,7 %           | —               | —               | —               | 4,8 %           |                 |
| Tecnè | 04.08.2022      | 9,5 %           | 24,0 %          | 13,4 %          | 10,9 %          | 24,2 %          | 4,9 %           | 4,9 %           | 2,9 %           | 3,9 %           | 2,7 %           | —               | —               | —               | 3,6 %           |                 |
| SWG | 01.08.2022      | 10,0 %          | 23,7 %          | 12,0 %          | 7,5 %           | 24,2 %          | 6,8 %           | 6,8 %           | 2,8 %           | 4,1 %           | 3,2 %           | —               | —               | —               | 5,7 %           |                 |
| Quorum | 01.08.2022      | 9,9 %           | 23,4 %          | 13,5 %          | 8,0 %           | 24,2 %          | 5,2 %           | 5,2 %           | 2,6 %           | 4,0 %           | 2,6 %           | —               | —               | —               | 6,6 %           |                 |
| Tecnè | 30.07.2022      | 9,4 %           | 24,2 %          | 13,9 %          | 10,8 %          | 23,8 %          | 4,9 %           | 4,9 %           | 2,9 %           | 4,1 %           | 2,6 %           | —               | —               | —               | 3,4 %           |                 |
| Parlamentswahl 2018 | 04.03.2018      | 32,7 %          | 18,7 %          | 17,3 %          | 14,0 %          | 4,4 %           | 2,6 %           | —               | —               | 4,0 %           | —               | —               | 1,3 %           | —               | 2,1 %           |                 |

| Institut            | Datum      | M5S    | PD     | LSP    | FI2013 | FdI    | +Eu   | A     | IV    | AVS   | IE    | IC    | NM    | UP    | Sonstige |
| ------------------- | ---------- | ------ | ------ | ------ | ------ | ------ | ----- | ----- | ----- | ----- | ----- | ----- | ----- | ----- | -------- |
| Demopolis           | 07.09.2022 | 12,8 % | 22,4 % | 13,5 % | 6,9 %  | 25,0 % | —     | 7,0 % | 7,0 % | 3,5 % | 3,0 % | —     | 1,1 % | —     | 4,8 %    |
| EMG                 | 07.09.2022 | 12,0 % | 20,9 % | 12,3 % | 8,2 %  | 23,8 % | 2,3 % | 7,7 % | 7,7 % | 3,1 % | 2,9 % | 1,2 % | 3,1 % | 0,7 % | 1,8 %    |
| Ipsos               | 07.09.2022 | 14,8 % | 21,6 % | 11,8 % | 8,0 %  | 25,5 % | 2,1 % | 6,5 % | 6,5 % | 3,6 % | 3,0 % | 0,6 % | 0,5 % | 0,7 % | 1,3 %    |
| Ixè                 | 06.09.2022 | 13,8 % | 21,7 % | 10,9 % | 7,9 %  | 22,7 % | 2,7 % | 7,1 % | 7,1 % | 3,5 % | 2,5 % | 0,8 % | 1,2 % | —     | 5,2 %    |
| Tecnè               | 05.09.2022 | 11,9 % | 21,9 % | 12,1 % | 10,4 % | 24,8 % | 2,1 % | 6,1 % | 6,1 % | 3,0 % | 2,4 % | 0,9 % | 1,4 % | —     | 3,0 %    |
| SWG                 | 05.09.2022 | 11,9 % | 21,4 % | 12,1 % | 6,7 %  | 25,8 % | 1,9 % | 7,2 % | 7,2 % | 4,2 % | 3,1 % | 1,3 % | 1,5 % | 1,2 % | 1,7 %    |
| Quorum              | 05.09.2022 | 12,1 % | 21,9 % | 13,5 % | 8,1 %  | 24,2 % | 2,2 % | 5,2 % | 5,2 % | 3,5 % | 2,6 % | 0,9 % | 1,5 % | —     | 4,5 %    |
| Demopolis           | 02.09.2022 | 12,3 % | 22,4 % | 13,6 % | 7,2 %  | 24,5 % | —     | 7,0 % | 7,0 % | 3,5 % | 3,0 % | —     | 1,6 % | —     | 4,9 %    |
| Termometro Politico | 02.09.2022 | 11,6 % | 23,0 % | 13,9 % | 7,0 %  | 24,8 % | 1,7 % | 5,1 % | 5,1 % | 2,7 % | 2,8 % | 0,6 % | 1,1 % | 1,5 % | 4,2 %    |
| Noto                | 02.09.2022 | 12,5 % | 20,0 % | 13,5 % | 7,5 %  | 23,5 % | —     | 8,0 % | 8,0 % | 3,0 % | 2,8 % | —     | 2,5 % | —     | 6,7 %    |
| Ipsos               | 01.09.2022 | 13,4 % | 23,0 % | 13,4 % | 8,0 %  | 24,0 % | 2,0 % | 5,0 % | 5,0 % | 4,1 % | 3,0 % | 0,8 % | 1,0 % | —     | 2,3 %    |
| Euromedia           | 01.09.2022 | 12,3 % | 23,1 % | 12,5 % | 7,0 %  | 24,6 % | 1,5 % | 7,4 % | 7,4 % | 3,1 % | 2,7 % | 1,0 % | 2,0 % | —     | 2,8 %    |
| EMG                 | 01.09.2022 | 11,7 % | 21,3 % | 12,8 % | 8,4 %  | 23,2 % | 2,1 % | 7,0 % | 7,0 % | 3,4 % | 2,9 % | 1,3 % | 3,1 % | 1,2 % | 1,6 %    |
| Tecnè               | 29.08.2022 | 10,9 % | 22,2 % | 12,9 % | 10,9 % | 24,6 % | 2,4 % | 5,1 % | 5,1 % | 3,1 % | 2,6 % | 0,8 % | 1,3 % | —     | 3,2 %    |
| SWG                 | 29.08.2022 | 11,6 % | 22,3 % | 12,5 % | 7,0 %  | 24,8 % | 1,5 % | 6,8 % | 6,8 % | 4,0 % | 3,4 % | 1,2 % | 1,6 % | —     | 3,3 %    |
| Quorum – YouTrend   | 29.08.2022 | 11,1 % | 22,7 % | 13,8 % | 8,7 %  | 24,1 % | 2,9 % | 5,3 % | 5,3 % | 3,2 % | 2,5 % | 0,7 % | 1,9 % | 1,2 % | 1,9 %    |
| Termometro Politico | 26.08.2022 | 10,7 % | 23,3 % | 14,3 % | 7,2 %  | 24,7 % | 1,9 % | 4,8 % | 4,8 % | 2,5 % | 2,5 % | 0,8 % | 1,2 % | 1,5 % | 4,3 %    |
| Tecnè               | 25.08.2022 | 10,5 % | 22,6 % | 12,7 % | 11,1 % | 24,6 % | 2,5 % | 4,9 % | 4,9 % | 3,3 % | 2,9 % | 0,6 % | 1,2 % | —     | 3,1 %    |
| Demopolis           | 24.08.2022 | 11,0 % | 22,6 % | 14,5 % | 7,0 %  | 24,0 % | —     | 5,8 % | 5,8 % | 3,7 % | 3,1 % | —     | 1,5 % | —     | 6,8 %    |
| Noto                | 24.08.2022 | 12,5 % | 20,5 % | 12,5 % | 7,5 %  | 25,0 % | 1,3 % | 7,5 % | 7,5 % | 2,7 % | 2,3 % | 1,0 % | 2,5 % | —     | 4,7 %    |
| Termometro Politico | 21.08.2022 | 11,1 % | 23,5 % | 14,3 % | 7,3 %  | 24,3 % | 1,9 % | 4,9 % | 4,9 % | 2,6 % | —     | —     | 1,0 % | —     | 4,3 %    |
| Noto                | 19.08.2022 | 12,5 % | 21,5 % | 12,5 % | 7,5 %  | 24,5 % | 1,5 % | 7,5 % | 7,5 % | 2,5 % | —     | 1,5 % | 2,5 % | —     | 6,0 %    |
| BiDiMedia           | 19.08.2022 | 10,0 % | 24,2 % | 13,6 % | 7,0 %  | 24,0 % | 2,1 % | 5,2 % | 5,2 % | 3,9 % | 2,4 % | —     | 1,8 % | —     | 5,8 %    |
| Tecnè               | 18.08.2022 | 10,2 % | 23,5 % | 12,9 % | 11,4 % | 24,3 % | 2,8 % | 4,8 % | 4,8 % | 3,7 % | 2,7 % | —     | 1,2 % | —     | 2,5 %    |
| Demopolis           | 14.08.2022 | 10,6 % | 22,8 % | 15,2 % | 6,8 %  | 24,3 % | —     | 5,3 % | 5,3 % | 4,1 % | —     | —     | —     | —     | 10,9 %   |
| Tecnè               | 12.08.2022 | 9,8 %  | 23,8 % | 13,0 % | 11,4 % | 24,2 % | 3,0 % | 4,7 % | 4,7 % | 3,8 % | 2,6 % | —     | 1,1 % | —     | 2,6 %    |
| EMG                 | 11.08.2022 | 10,0 % | 24,0 % | 12,5 % | 8,0 %  | 24,0 % | 3,0 % | 6,0 % | 6,0 % | 3,0 % | —     | 1,5 % | 3,5 % | —     | 4,5 %    |
| Quorum              | 09.08.2022 | 10,6 % | 22,3 % | 14,0 % | 8,9 %  | 24,2 % | 1,6 % | —     | 2,2 % | 3,9 % | 3,2 % | 1,5 % | —     | —     | 7,6 %    |
| SWG                 | 08.08.2022 | 10,4 % | 23,3 % | 12,5 % | 8,0 %  | 23,8 % | 6,5 % | 6,5 % | 2,9 % | 3,7 % | 3,3 % | —     | —     | —     | 5,6 %    |
| BiDiMedia           | 08.08.2022 | 9,6 %  | 24,4 % | 13,3 % | 6,7 %  | 24,2 % | 5,8 % | 5,8 % | 2,2 % | 4,0 % | 2,2 % | —     | —     | —     | 7,6 %    |
| Demos & Pi          | 05.08.2022 | 11,3 % | 24,6 % | 13,2 % | 8,3 %  | 23,4 % | 5,3 % | 5,3 % | 2,8 % | 3,6 % | 2,7 % | —     | —     | —     | 4,8 %    |
| Tecnè               | 04.08.2022 | 9,5 %  | 24,0 % | 13,4 % | 10,9 % | 24,2 % | 4,9 % | 4,9 % | 2,9 % | 3,9 % | 2,7 % | —     | —     | —     | 3,6 %    |
| SWG                 | 01.08.2022 | 10,0 % | 23,7 % | 12,0 % | 7,5 %  | 24,2 % | 6,8 % | 6,8 % | 2,8 % | 4,1 % | 3,2 % | —     | —     | —     | 5,7 %    |
| Quorum              | 01.08.2022 | 9,9 %  | 23,4 % | 13,5 % | 8,0 %  | 24,2 % | 5,2 % | 5,2 % | 2,6 % | 4,0 % | 2,6 % | —     | —     | —     | 6,6 %    |
| Tecnè               | 30.07.2022 | 9,4 %  | 24,2 % | 13,9 % | 10,8 % | 23,8 % | 4,9 % | 4,9 % | 2,9 % | 4,1 % | 2,6 % | —     | —     | —     | 3,4 %    |
| Parlamentswahl 2018 | 04.03.2018 | 32,7 % | 18,7 % | 17,3 % | 14,0 % | 4,4 %  | 2,6 % | —     | —     | 4,0 % | —     | —     | 1,3 % | —     | 2,1 %    |

### Sitzverteilungsprognosen
| Institut       | Datum            | Mitte-rechts | M5S | Mitte-links | A/IV | SVP/PATT | IE | Sonstige |
| -------------- | ---------------- | ------------ | --- | ----------- | ---- | -------- | -- | -------- |
| Politiche 2022 | ständige Updates | 247          | 40  | 88          | 18   | 3        | 3  | 1        |
| EuroMedia      | 08.09.2022       | 235          | 34  | 82          | 20   | 3        | 0  | 26       |
| Noto           | 07.09.2022       | 254          | 34  | 84          | 21   | 3        | 0  | 4        |
| Demopolis      | 07.09.2022       | 246          | 34  | 92          | 18   | 3        | 0  | 7        |
| Ipsos          | 06.09.2022       | 249          | 37  | 82          | 18   | 3        | 0  | 11       |
| Technè         | 05.09.2022       | 257          | 31  | 84          | 16   | 3        | 0  | 9        |
| BiDiMedia      | 04.09.2022       | 254          | 31  | 87          | 16   | 3        | 0  | 9        |
| Ixé            | 02.09.2022       | 254          | 31  | 95          | 16   | 0        | 0  | 4        |
| SWG            | 09.08.2022       | 245          | 27  | 107         | 16   | 3        | 0  | 2        |

| Institut       | Datum            | Mitte-rechts | M5S | Mitte-links | A/IV | SVP/PATT | IE | Sonstige |
| -------------- | ---------------- | ------------ | --- | ----------- | ---- | -------- | -- | -------- |
| Politiche 2022 | ständige Updates | 125          | 22  | 40          | 9    | 1        | 2  | 1        |
| EuroMedia      | 08.09.2022       | 113          | 17  | 42          | 10   | 2        | 0  | 16       |
| Noto           | 07.09.2022       | 127          | 17  | 42          | 9    | 2        | 1  | 2        |
| Ipsos          | 06.09.2022       | 121          | 19  | 43          | 9    | 2        | 4  | 2        |
| Technè         | 05.09.2022       | 129          | 15  | 42          | 6    | 2        | 0  | 6        |
| BiDiMedia      | 18.08.2022       | 125          | 13  | 51          | 5    | 2        | 0  | 4        |
| SWG            | 09.08.2022       | 127          | 12  | 51          | 7    | 2        | 0  | 1        |

## Ergebnisse

### Abgeordnetenkammer

Verteilung der 253 Verhältniswahlmandate

Verteilung der 147 Direktmandate

- Mitte-links: 85
- M5S: 52
- A/IV: 21
- MAIE: 1
- SVP–PATT: 3
- ScN: 1
- Mitte-rechts: 237

#### Inland (ohne Aostatal)
| Listen                              | Listen                                                  | Proporzwahl | Proporzwahl | Proporzwahl | Majorzwahl | Majorzwahl | Majorzwahl | Mandate Gesamt |
| Listen                              | Listen                                                  | Stimmen     | %           | Mandate     | Stimmen    | %          | Mandate    | Mandate Gesamt |
| ----------------------------------- | ------------------------------------------------------- | ----------- | ----------- | ----------- | ---------- | ---------- | ---------- | -------------- |
|                                     | Fratelli d’Italia                                       | 7.301.303   | 26,0        | 69          | 12.305.014 | 43,8       | 121        | 235            |
| Lega per Salvini Premier            | 2.470.318                                               | 8,8         | 23          |             | 12.305.014 | 43,8       | 121        | 235            |
| Forza Italia                        | 2.279.266                                               | 8,1         | 22          |             | 12.305.014 | 43,8       | 121        | 235            |
| Noi Moderati                        | 254.127                                                 | 0,9         | –           |             | 12.305.014 | 43,8       | 121        | 235            |
|                                     | Partito Democratico – Italia Democratica e Progressista | 5.348.676   | 19,0        | 57          | 7.340.096  | 26,1       | 12         | 80             |
| Alleanza Verdi e Sinistra           | 1.021.808                                               | 3,6         | 11          |             | 7.340.096  | 26,1       | 12         | 80             |
| +Europa                             | 796.057                                                 | 2,8         | –           |             | 7.340.096  | 26,1       | 12         | 80             |
| Impegno Civico – Centro Democratico | 173.555                                                 | 0,6         | –           |             | 7.340.096  | 26,1       | 12         | 80             |
|                                     | Movimento 5 Stelle                                      | 4.335.494   | 15,4        | 41          | 4.335.494  | 15,4       | 10         | 51             |
|                                     | Azione – Italia Viva                                    | 2.186.505   | 7,8         | 21          | 2.186.505  | 7,8        | –          | 21             |
|                                     | Italexit per l’Italia                                   | 534.950     | 1,9         | –           | 534.950    | 1,9        | –          | –              |
|                                     | Unione Popolare                                         | 403.149     | 1,4         | –           | 403.149    | 1,4        | –          | –              |
|                                     | Italia Sovrana e Popolare                               | 348.831     | 1,2         | –           | 348.831    | 1,2        | –          | –              |
|                                     | Sud chiama Nord                                         | 212.954     | 0,8         | –           | 212.954    | 0,8        | –          | –              |
|                                     | Vita                                                    | 201.737     | 0,7         | –           | 201.737    | 0,7        | –          | –              |
|                                     | Südtiroler Volkspartei – PATT                           | 117.032     | 0,4         | 1           | 117.032    | 0,4        | 2          | 3              |
|                                     | Noi di Centro – Europeisti                              | 46.230      | 0,2         | –           | 46.230     | 0,2        | –          | –              |
|                                     | Partito Comunista Italiano                              | 24.549      | 0,1         | –           | 24.549     | 0,1        | –          | –              |
|                                     | Partito Animalista – UCDL – 10 Volte Meglio             | 21.451      | 0,1         | –           | 21.451     | 0,1        | –          | –              |
|                                     | Alternativa per l’Italia (PdF – Exit)                   | 17.137      | 0,1         | –           | 17.137     | 0,1        | –          | –              |
|                                     | Partito della Follia Creativa                           | 1.419       | 0,0         | –           | 1.419      | 0,0        | –          | –              |
|                                     | Free                                                    | 829         | 0,0         | –           | 829        | 0,0        | –          | –              |
|                                     | Forza del Popolo                                        | 819         | 0,0         | –           | 819        | 0,0        | –          | –              |
| Gesamt                              | Gesamt                                                  | 28.098.196  | 100         | 245         | 28.098.196 | 100        | 146        | 391            |
|                                     |                                                         |             |             |             |            |            |            |                |
| Ungültige Stimmen                   | Ungültige Stimmen                                       | 1.315.461   | –           |             |            |            |            |                |
| Wähler                              | Wähler                                                  | 29.413.657  | 63,9        |             |            |            |            |                |
| Wahlberechtigte                     | Wahlberechtigte                                         | 46.021.956  |             |             |            |            |            |                |
|                                     |                                                         |             |             |             |            |            |            |                |
| Quelle: Innenministerium            |                                                         |             |             |             |            |            |            |                |

### Senat

Verteilung der 126 Verhältniswahlmandate

Verteilung der 74 Direktmandate

- Mitte-links: 44
- M5S: 28
- A/IV: 9
- MAIE: 1
- SVP–PATT: 2
- ScN: 1
- Mitte-rechts: 115

#### Inland (ohne Aostatal und Trentino-Südtirol)
| Listen                              | Listen                                                  | Proporzwahl | Proporzwahl | Proporzwahl | Majorzwahl | Majorzwahl | Majorzwahl | Mandate Gesamt |
| Listen                              | Listen                                                  | Stimmen     | %           | Mandate     | Stimmen    | %          | Mandate    | Mandate Gesamt |
| ----------------------------------- | ------------------------------------------------------- | ----------- | ----------- | ----------- | ---------- | ---------- | ---------- | -------------- |
|                                     | Fratelli d’Italia                                       | 7.168.875   | 26,0        | 34          | 12.135.847 | 44,0       | 56         | 112            |
| Lega per Salvini Premier            | 2.437.406                                               | 8,8         | 13          |             | 12.135.847 | 44,0       | 56         | 112            |
| Forza Italia                        | 2.281.258                                               | 8,3         | 9           |             | 12.135.847 | 44,0       | 56         | 112            |
| Noi Moderati                        | 248.308                                                 | 0,9         | –           |             | 12.135.847 | 44,0       | 56         | 112            |
|                                     | Partito Democratico – Italia Democratica e Progressista | 5.220.256   | 18,9        | 31          | 7.165.250  | 26,0       | 5          | 39             |
| Alleanza Verdi e Sinistra           | 972.780                                                 | 3,5         | 3           |             | 7.165.250  | 26,0       | 5          | 39             |
| +Europa                             | 810.441                                                 | 2,9         | –           |             | 7.165.250  | 26,0       | 5          | 39             |
| Impegno Civico – Centro Democratico | 161.773                                                 | 0,6         | –           |             | 7.165.250  | 26,0       | 5          | 39             |
|                                     | Movimento 5 Stelle                                      | 4.290.194   | 15,6        | 5           | 4.290.194  | 15,6       | 23         | 28             |
|                                     | Azione – Italia Viva                                    | 2.131.023   | 7,7         | 9           | 2.131.023  | 7,7        | –          | 9              |
|                                     | Italexit per l’Italia                                   | 515.657     | 1,9         | –           | 515.657    | 1,9        | –          | –              |
|                                     | Unione Popolare                                         | 374.247     | 1,4         | –           | 374.247    | 1,4        | –          | –              |
|                                     | Italia Sovrana e Popolare                               | 309.391     | 1,1         | –           | 309.391    | 1,1        | –          | –              |
|                                     | Sud chiama Nord                                         | 272.462     | 1,0         | –           | 272.462    | 1,0        | 1          | 1              |
|                                     | Vita                                                    | 196.644     | 0,7         | –           | 196.644    | 0,7        | –          | –              |
|                                     | Partito Comunista Italiano                              | 70.938      | 0,3         | –           | 70.938     | 0,3        | –          | –              |
|                                     | Noi di Centro – Europeisti                              | 42.905      | 0,2         | –           | 42.905     | 0,2        | –          | –              |
|                                     | Alternativa per l’Italia (PdF – Exit)                   | 40.397      | 0,1         | –           | 40.397     | 0,1        | –          | –              |
|                                     | Partito Animalista – UCDL – 10 Volte Meglio             | 16.950      | 0,1         | –           | 16.950     | 0,1        | –          | –              |
|                                     | Partito Comunista dei Lavoratori                        | 4.491       | 0,0         | –           | 4.491      | 0,0        | –          | –              |
|                                     | Destre Unite                                            | 2.415       | 0,0         | –           | 2.415      | 0,0        | –          | –              |
|                                     | Forza del Popolo                                        | 864         | 0,0         | –           | 864        | 0,0        | –          | –              |
| Gesamt                              | Gesamt                                                  | 27.569.675  | 100         | 122         | 27.569.675 | 100        | 67         | 189            |
|                                     |                                                         |             |             |             |            |            |            |                |
| Ungültige Stimmen                   | Ungültige Stimmen                                       | 1.281.165   | –           |             |            |            |            |                |
| Wähler                              | Wähler                                                  | 28.850.840  | 63,8        |             |            |            |            |                |
| Wahlberechtigte                     | Wahlberechtigte                                         | 45.210.950  |             |             |            |            |            |                |
|                                     |                                                         |             |             |             |            |            |            |                |
| Quelle: Innenministerium            |                                                         |             |             |             |            |            |            |                |

## Prominente Kandidaturen in den Wahlkreisen
| Kandidat               | Partei             | Kammer             | Wahlkreis                        | Ergebnis | Erfolg        |
| ---------------------- | ------------------ | ------------------ | -------------------------------- | -------- | ------------- |
| Giorgia Meloni         | Fratelli d’Italia  | Abgeordnetenkammer | L’Aquila                         | 51,5 %   | gewählt       |
| Ignazio La Russa       | Fratelli d’Italia  | Senat              | Cologno Monzese                  | 46,4 %   | gewählt       |
| Silvio Berlusconi      | Forza Italia       | Senat              | Monza                            | 50,3 %   | gewählt       |
| Antonio Tajani         | Forza Italia       | Abgeordnetenkammer | Velletri                         | 48,9 %   | gewählt       |
| Giancarlo Giorgetti    | Lega               | Abgeordnetenkammer | Sondrio                          | 61,8 %   | gewählt       |
| Lorenzo Fontana        | Lega               | Abgeordnetenkammer | Verona                           | 53,6 %   | gewählt       |
| Benedetto Della Vedova | +Europa            | Abgeordnetenkammer | Mailand – Buenos Aires – Venezia | 37,8 %   | gewählt       |
| Bruno Tabacci          | Centro Democratico | Abgeordnetenkammer | Mailand – Loreto                 | 38,4 %   | gewählt       |
| Angelo Bonelli         | Europa Verde       | Abgeordnetenkammer | Imola                            | 38,3 %   | gewählt       |
| Luigi Di Maio          | Impegno Civico     | Abgeordnetenkammer | Neapel – Fuorigrotta             | 24,4 %   | nicht gewählt |
| Pier Ferdinando Casini | Unabh.             | Senat              | Bologna                          | 40,1 %   | gewählt       |
| Emma Bonino            | +Europa            | Senat              | Rom – Municipio XIV              | 33,2 %   | nicht gewählt |
| Carlo Calenda          | Azione             | Senat              | Rom – Municipio XIV              | 14,1 %   | nicht gewählt |
| Chiara Appendino       | Movimento 5 Stelle | Abgeordnetenkammer | Turin – Circoscrizione 3         | 13,8 %   | nicht gewählt |
| Luigi de Magistris     | Unione Popolare    | Abgeordnetenkammer | Neapel – San Carlo all’Arena     | 3,5 %    | nicht gewählt |

## Nachwahlen
| Wahlkreis | Kammer | Datum      | Ausgeschiedene    | Ausgeschiedene                     | Nachgerückte     | Nachgerückte                       |
| Wahlkreis | Kammer | Datum      | Name              | Wahlbündnis/Liste                  | Name             | Wahlbündnis/Liste                  |
| --------- | ------ | ---------- | ----------------- | ---------------------------------- | ---------------- | ---------------------------------- |
| Monza     | Senat  | 22-10-2023 | Silvio Berlusconi | Mitte-rechts (FdI – FI – LSP – NM) | Adriano Galliani | Mitte-rechts (FdI – FI – LSP – NM) |

## Zusammenfassung der Mandate
| Partei   | Partei                                    | Partei                                    | Partei                                                  | Abgeordnetenkammer | Abgeordnetenkammer | Abgeordnetenkammer | Abgeordnetenkammer | Abgeordnetenkammer | Senat | Senat | Senat       | Senat   | Senat  |
| Partei   | Partei                                    | Partei                                    | Partei                                                  | Prop.              | Maj.               | Aostatal           | Ausland            | Gesamt             | Prop. | Maj   | Aostatal/TS | Ausland | Gesamt |
| -------- | ----------------------------------------- | ----------------------------------------- | ------------------------------------------------------- | ------------------ | ------------------ | ------------------ | ------------------ | ------------------ | ----- | ----- | ----------- | ------- | ------ |
|          | Mitte-rechts                              |                                           | Fratelli d’Italia                                       | 69                 | 49                 | –                  | 1                  | 119                | 34    | 32    | –           | –       | 66     |
|          | Mitte-rechts                              | Lega per Salvini Premier                  | 23                                                      | 42                 | –                  | 1                  | 66                 | 13                 | 14    | 2     | –           | 29      |        |
|          | Mitte-rechts                              | Forza Italia                              | 22                                                      | 23                 | –                  | –                  | 45                 | 9                  | 9     | –     | –           | 18      |        |
|          | Mitte-rechts                              | Noi Moderati                              | –                                                       | 7                  | –                  | –                  | 7                  | –                  | 1     | 1     | –           | 2       |        |
| ↳ Gesamt | ↳ Gesamt                                  | 114                                       | 121                                                     | –                  | 2                  | 237                | 56                 | 56                 | 3     | –     | 115         |         |        |
|          | Mitte-links                               |                                           | Partito Democratico – Italia Democratica e Progressista | 57                 | 8                  | –                  | 4                  | 69                 | 31    | 4     | 2           | 3       | 40     |
|          | Mitte-links                               | Alleanza Verdi e Sinistra                 | 11                                                      | 1                  | –                  | –                  | 12 a               | 3                  | 1     | –     | –           | 4 a     |        |
|          | Mitte-links                               | +Europa                                   | –                                                       | 2                  | –                  | –                  | 2                  | –                  | –     | –     | –           | –       |        |
|          | Mitte-links                               | Impegno Civico – Centro Democratico       | –                                                       | 1                  | –                  | –                  | 1 b                | –                  | –     | –     | –           | –       |        |
| ↳ Gesamt | ↳ Gesamt                                  | 68                                        | 12                                                      | –                  | 4                  | 84                 | 34                 | 5                  | 2     | 3     | 44          |         |        |
|          | Movimento 5 Stelle                        | Movimento 5 Stelle                        | Movimento 5 Stelle                                      | 41                 | 10                 | –                  | 1                  | 52                 | 23    | 5     | –           | –       | 28     |
|          | Azione/Italia Viva                        | Azione/Italia Viva                        | Azione/Italia Viva                                      | 21                 | –                  | –                  | –                  | 21 c               | 9     | –     | –           | –       | 9 c    |
|          | Südtiroler Volkspartei – PATT             | Südtiroler Volkspartei – PATT             | Südtiroler Volkspartei – PATT                           | 1                  | 2                  | –                  | –                  | 3                  | –     | –     | 2           | –       | 2      |
|          | Sud chiama Nord                           | Sud chiama Nord                           | Sud chiama Nord                                         | –                  | 1                  | –                  | –                  | 1                  | –     | 1     | –           | –       | 1      |
|          | Union Valdôtaine                          | Union Valdôtaine                          | Union Valdôtaine                                        | –                  | –                  | 1                  | –                  | 1                  | –     | –     | –           | –       | –      |
|          | Movimento Associativo Italiani all’Estero | Movimento Associativo Italiani all’Estero | Movimento Associativo Italiani all’Estero               | –                  | –                  | –                  | 1                  | 1                  | –     | –     | –           | 1       | 1      |
| Gesamt   | Gesamt                                    | Gesamt                                    | Gesamt                                                  | 245                | 146                | 1                  | 8                  | 400                | 122   | 67    | 7           | 4       | 200    |